# Mistrzostwa Świata w Narciarstwie Alpejskim 1939
9. Mistrzostwa Świata w Narciarstwie Alpejskim odbywały się od 12 – 15 lutego 1939 w Zakopanem, równolegle z Mistrzostwami Świata w Narciarstwie Klasycznym 1939. Rozgrywano trzy konkurencje: zjazd, slalom i kombinację, zarówno kobiet jak i mężczyzn (łącznie 6 konkurencji). Zjazd odbył się na stokach Kasprowego Wierchu, zaś slalom na trasie w Kalackim Korycie (Suchym Żlebie). Były to pierwsze i jak dotychczas jedyne mistrzostwa świata w narciarstwie alpejskim zorganizowane w Polsce. 
W mistrzostwach udział wzięło 13 krajowych federacji narciarskich z 12 państw. Austriacy (Hellmut Lantschner, Josef Jennewein, Wilhelm Walch i Helga Gödl) reprezentowali Rzeszę Niemiecką po tym, jak w 1938 r. zajęła one Federalne Państwo Austriackie. W klasyfikacji medalowej zwyciężyła reprezentacja III Rzeszy, która zdobyła także najwięcej medali: 12, w tym 5 złotych, 4 srebrne i 3 brązowe.

## Wyniki

### Mężczyźni
| Konkurencja          | Data      | Złoto              | Wynik   | Srebro          | Wynik   | Brąz            | Wynik   |
| Zjazd szczegóły      | 12 lutego | Hellmut Lantschner | 3:26,88 | Josef Jennewein | 3:28,03 | Karl Molitor    | 3:29,57 |
| Slalom szczegóły     | 14 lutego | Rudolf Rominger    | 2:01,6  | Josef Jennewein | 2:05,2  | Wilhelm Walch   | 2:08,8  |
| Kombinacja szczegóły | 14 lutego | Josef Jennewein    | 345,8   | Wilhelm Walch   | 352,0   | Rudolf Rominger | 353,6   |

### Kobiety
| Konkurencja          | Data      | Złoto         | Wynik   | Srebro        | Wynik   | Brąz        | Wynik   |
| Zjazd szczegóły      | 14 lutego | Christl Cranz | 3:25,24 | Lisa Resch    | 3:29,15 | Helga Gödl  | 3:40,71 |
| Slalom szczegóły     | 15 lutego | Christl Cranz | 2:36,3  | Gritli Schaad | 2:46,5  | May Nilsson | 2:55,8  |
| Kombinacja szczegóły | 15 lutego | Christl Cranz | 330,2   | Gritli Schaad | 359,2   | Lisa Resch  | 362,3   |

## Klasyfikacja medalowa
| Lp. | Państwo    | złoto | srebro | brąz | razem |
| --- | ---------- | ----- | ------ | ---- | ----- |
| 1   | III Rzesza | 5     | 4      | 3    | 12    |
| 2.  | Szwajcaria | 1     | 2      | 2    | 5     |
| 3.  | Szwecja    | 0     | 0      | 1    | 1     |